# Mo Johnston
Maurice John Giblin "Mo" Johnston (født 13. april 1963 i Glasgow, Skotland) er en tidligere skotsk fodboldspiller (angriber) og manager.
Johnstons karriere strakte sig over tyve år og ni klubber. Han spillede for begge de to store Glasgow-klubber, Celtic og Rangers, og var desuden en årrække i udlandet hos blandt andet Everton og Watford i England samt Kansas City Wizards i USA. Han vandt i alt fire skotske mesterskaber gennem sin karriere, og var også med til at vinde den amerikanske fodboldliga Major League Soccer med Kansas City.
Johnston spillede desuden 38 kampe og scorede 14 mål for det skotske landshold. Hans første landskamp var et opgør mod Wales 28. februar 1984, hans sidste en kamp mod San Marino 13. november 1991. Han var en del af den skotske trup til VM i 1990 i Italien, og spillede samtlige landets tre kampe i turneringen, der endte med et exit efter gruppespillet.

## Titler
Skotsk mesterskab
- 1986 med Celtic
- 1990, 1991 og 1992 med Rangers

Skotsk FA Cup
- 1985 med Celtic

Skotsk Liga Cup
- 1990 med Rangers

Major League Soccer
- 2000 med Kansas City Wizards